# Ou Sralau (gmina)
Ou Sralau (khm. ឃុំអូរស្រឡៅ) – gmina (khum) w północno-zachodniej Kambodży, w południowo-zachodniej części prowincji Bântéay Méanchey, w dystrykcie Mălai. Stanowi jedną z 6 gmin dystryktu.

## Miejscowości
Na obszarze gminy położonych jest 8 miejscowości:
- Ou Sralau
- Phnum Kaubei
- Kandaol
- Chheu Teal
- Bueng Reang
- Svay Prey
- Chan Kiri
- Thmei